# San Diego Open 2022 - Doppio maschile
Joe Salisbury e Neal Skupski erano i detentori del titolo ma hanno deciso di non prendere parte a questa edizione del torneo.
In finale Nathaniel Lammons e Jackson Withrow hanno battuto Jason Kubler e Luke Saville con il punteggio di 7–6(5), 6-2.

## Teste di serie
1. Santiago González /  Andrés Molteni (quarti di finale)
2. Nathaniel Lammons /  Jackson Withrow (campioni)

1. Nicolás Barrientos /  Miguel Ángel Reyes Varela (quarti di finale)
2. André Göransson /  Ben McLachlan (quarti di finale)

## Wildcard
1. Keegan Smith /  Sem Verbeek (primo turno)

1. Bradley Klahn /  Fernando Verdasco (semifinale)

## Ranking protetto
1. Marcelo Demoliner /  Marcelo Melo (semifinale)

## Alternate
1. Jonathan Eysseric /  Artem Sitak (primo turno)

## Tabellone

### Legenda
| - Q = Qualificato - WC = Wild card - LL = Lucky loser | - ALT = Alternate - SE = Special Exempt - PR = Protected Ranking | - w/o = Walkover - r = Ritirato - d = Squalificato |

|  | Primo turno | Primo turno                  | Primo turno              | Primo turno | Primo turno |  |  | Quarti di finale | Quarti di finale             | Quarti di finale             | Quarti di finale    | Quarti di finale   |    |      | Semifinali | Semifinali                | Semifinali                | Semifinali                        | Semifinali                        |   |   | Finale | Finale | Finale | Finale | Finale |  |
|  |             |                              |                          |             |             |  |  |                  |                              |                              |                     |                    |    |      |            |                           |                           |                                   |                                   |   |   |        |        |        |        |        |  |
|  | 1           | S González A Molteni         | S González A Molteni     | 6           | 7           |  |  |                  |                              |                              |                     |                    |    |      |            |                           |                           |                                   |                                   |   |   |        |        |        |        |        |  |
|  |             | E King D Kudla               | E King D Kudla           | 3           | 5           |  |  | 1                | S González A Molteni         | 3                            | 6                   | [3]                |    |      |            |                           |                           |                                   |                                   |   |   |        |        |        |        |        |  |
|  |             | M Giron M McDonald           | M Giron M McDonald       | 3           | 2           |  |  |                  | J Kubler L Saville           | 6                            | 2                   | [10]               |    |      |            |                           |                           |                                   |                                   |   |   |        |        |        |        |        |  |
|  |             | J Kubler L Saville           | J Kubler L Saville       | 6           | 6           |  |  |                  |                              |                              |                     |                    |    |      |            | J Kubler L Saville        | J Kubler L Saville        | 7                                 | 6                                 |   |   |        |        |        |        |        |  |
|  | 4           | A Göransson B McLachlan      | A Göransson B McLachlan  | 7           | 6           |  |  |                  |                              | PR                           | M Demoliner M Melo  | M Demoliner M Melo | 64 | 4    |            |                           |                           |                                   |                                   |   |   |        |        |        |        |        |  |
|  |             | TM Etcheverry P Martínez     | TM Etcheverry P Martínez | 5           | 4           |  |  | 4                | A Göransson B McLachlan      | A Göransson B McLachlan      | 3                   | 4                  |    |      |            |                           |                           |                                   |                                   |   |   |        |        |        |        |        |  |
|  | PR          | M Demoliner M Melo           | M Demoliner M Melo       | 6           | 6           |  |  | PR               | M Demoliner M Melo           | M Demoliner M Melo           | 6                   | 6                  |    |      |            |                           |                           |                                   |                                   |   |   |        |        |        |        |        |  |
|  |             | M Schnur J-P Smith           | M Schnur J-P Smith       | 3           | 1           |  |  |                  |                              |                              |                     |                    |    |      |            | Jason Kubler Luke Saville | Jason Kubler Luke Saville | 65                                | 2                                 |   |   |        |        |        |        |        |  |
|  | WC          | B Klahn F Verdasco           | B Klahn F Verdasco       | 6           | 6           |  |  |                  |                              |                              |                     |                    |    |      |            |                           | 2                         | Nathaniel Lammons Jackson Withrow | Nathaniel Lammons Jackson Withrow | 7 | 6 |        |        |        |        |        |  |
|  |             | H Hach Verdugo TC Huey       | H Hach Verdugo TC Huey   | 4           | 3           |  |  | WC               | B Klahn F Verdasco           | B Klahn F Verdasco           | 6                   | 7                  |    |      |            |                           |                           |                                   |                                   |   |   |        |        |        |        |        |  |
|  | WC          | K Smith S Verbeek            | 63                       | 7           | [7]         |  |  | 3                | N Barrientos MÁ Reyes Varela | N Barrientos MÁ Reyes Varela | 3                   | 6(0)               |    |      |            |                           |                           |                                   |                                   |   |   |        |        |        |        |        |  |
|  | 3           | N Barrientos MÁ Reyes Varela | 7                        | 65          | [10]        |  |  |                  |                              |                              |                     |                    |    |      | WC         | B Klahn F Verdasco        | 6                         | 63                                | [6]                               |   |   |        |        |        |        |        |  |
|  | Alt         | J Eysseric A Sitak           | J Eysseric A Sitak       | 4           | 4           |  |  |                  |                              | 2                            | N Lammons J Withrow | 2                  | 7  | [10] |            |                           |                           |                                   |                                   |   |   |        |        |        |        |        |  |
|  |             | M-A Hüsler H Reese           | M-A Hüsler H Reese       | 6           | 6           |  |  |                  | M-A Hüsler H Reese           | M-A Hüsler H Reese           | 3                   | 4                  |    |      |            |                           |                           |                                   |                                   |   |   |        |        |        |        |        |  |
|  |             | D Hidalgo C Rodríguez        | D Hidalgo C Rodríguez    | 64          | 4           |  |  | 2                | N Lammons J Withrow          | N Lammons J Withrow          | 6                   | 6                  |    |      |            |                           |                           |                                   |                                   |   |   |        |        |        |        |        |  |
|  | 2           | N Lammons J Withrow          | N Lammons J Withrow      | 7           | 6           |  |  |                  |                              |                              |                     |                    |    |      |            |                           |                           |                                   |                                   |   |   |        |        |        |        |        |  |